# Ложная дилемма
Ложная дилемма, ложная дихотомия — ошибка в рассуждении (например, при принятии решения), заключающаяся в упущении иных возможностей, кроме некоторых двух рассматриваемых.
Как правило, одна из возможностей отметается как логически ложная или как неприемлемая, после чего оставшаяся принимается за истинную, приемлемую, в пользу которой делается выбор. При этом утверждение о существовании только двух возможностей не доказывается; третья возможность (или большее число возможностей) не ищется: «Свидетель приземления инопланетного космического корабля либо говорит правду, либо лжёт» (возможно, он просто ошибается).
Ложные дилеммы могут возникать, например, по невнимательности, однако они часто сознательно используются в демагогической риторике, так как позволяют сузить пространство возможных решений для оппонентов или слушателей, которым ложную дилемму удаётся внушить:
- «Сергей критикует капитализм, следовательно, он коммунист» (на самом деле необязательно).
- «Вы либо верите в астрологию, либо у вас зашоренный ум» (исключается то, что в пользу астрологии не существует аргументов).

На ложной дилемме построен также известный анекдот:

Сын приходит домой с серьгой в ухе. Отец смотрит на него и говорит: «Знаешь, сынок, испокон веков серьги в ушах носили либо пираты, либо геи. Но что-то пиратского корабля поблизости я не вижу».